# Seanan McGuire
Seanan McGuire, född 5 januari 1978 i Martinez i Kalifornien, är en amerikansk författare som ibland skriver under pseudonymen Mira Grant.
2010 tilldelades hon John W. Campbell Award for Best New Writer för fantasyboken Rosemary and Rue. Fyra år i rad, mellan 2011 och 2014, har McGuire nominerats till den prestigefyllda science fictionpriset Hugopriset för bästa roman. 2013 nominerades hon till sammanlagt fem Hugopriser i olika kategorier, två under pseudonymen Mira Grant och tre under hennes eget namn. Det var första gången någonsin som en författare nominerades till fem Hugopriser under samma år.